# Straumen (Nordland)
Straumen è un villaggio della Norvegia, situato nella municipalità di Sørfold, nella contea di Nordland.